# Mastacembelus zebratus
Mastacembelus zebratus és una espècie de peix pertanyent a la família dels mastacembèlids.

## Descripció
- Fa 19 cm de llargària màxima.[5][6]

## Hàbitat
És un peix d'aigua dolça, demersal i de clima tropical (3°S-9°S).

## Distribució geogràfica
Es troba a Àfrica: és un endemisme del llac Tanganyika.

## Observacions
És inofensiu per als humans.